# Hiroshi Noguchi
Hiroshi Noguchi (jap. 野口 裕司 Noguchi Hiroshi; ur. 25 lutego 1972) – japoński piłkarz występujący na pozycji obrońcy.

## Kariera klubowa
Od 1994 do 2003 roku występował w klubach Kyoto Purple Sanga i Omiya Ardija.